# Johann Urbanek
Johann Urbanek (22. prosince 1834 Mikuleč – 19. dubna 1884 Mikuleč) byl rakouský a český politik německé národnosti, v 2. polovině 19. století poslanec Říšské rady.

## Biografie
Působil jako majitel dědičné rychty v Mikulči. Od roku 1867 byl členem okresního zastupitelstva v Litomyšli. Zasedal i v okresním výboru. Zastupoval německé obce okresu.
Angažoval se i ve vysoké politice. Působil jako poslanec Říšské rady (celostátního parlamentu Předlitavska), kam usedl ve volbách roku 1879 za kurii venkovských obcí v Čechách, obvod Litomyšl, Polička, Lanškroun atd. Poslancem byl až do své smrti v roce 1884. Ve volebním období 1879–1885 se uvádí jako Josef (sic) Urbanek, majitel dědičné rychty, bytem Mikuleč.
Do parlamentu nastoupil jako ústavověrný poslanec. Byl zvolen coby nezávislý kandidát a porazil dosavadního poslance za tento obvod, Julia Hanische poměrem 274:84 hlasům. Ve volbách ho podpořili čeští i němečtí voliči tohoto etnicky smíšeného obvodu. Kandidatura Julia Hanische byla oběma etniky vnímána jako zvnějšku vnucená. V říjnu 1879 je zmiňován na Říšské radě coby člen mladoněmeckého Klubu sjednocené Pokrokové strany (Club der vereinigten Fortschrittspartei). Později byl členem poslaneckého klubu Sjednocená německá levice, do kterého se spojilo několik ústavověrných politických proudů.
Zemřel 19. dubna 1884. 29. března toho roku se vrátil z Vídně domů a stěžoval si na velké bolesti. Následujícího dne ho potkalo další neštěstí, když mu požár zničil velkou část jeho usedlosti. Brzy nato ulehl na lůžko se zánětem pobřišnice, kterému podlehl. Nechal po sobě vdovu a pět nezaopatřených dětí.